# Nhat Le
Nhat Le (vietnamsky Nhật Lệ) je řeka na jihu Vietnamu. Je dlouhá 85 km.